# Benedetta Cambiagio Frassinello
Benedetta Cambiagio Frassinello (* 2. Oktober 1791 in Langasco, Italien; † 21. März 1858 in Ronco Scrivia, Italien) war eine italienische Ordensgründerin. Sie wird als Heilige in der katholischen Kirche verehrt.
Benedetta Cambiagio, Tochter von Bauersleuten, heiratete 1816 Giovanni Frassinello. Nach zwei Ehejahren gelobten sie ewige Keuschheit und Enthaltsamkeit für den Rest ihres Lebens. Nach dem Tod von Benedettas schwerkranker Schwester, die von dem Ehepaar gepflegt wurde, trat Giovanni in eine Priesterkongregation und Benedetta in den Ursulinenorden ein. 1826 musste sie aufgrund ihres schlechten Gesundheitszustandes aus dem Orden austreten. Nach ihrer Genesung kümmerte sie sich mit der Erlaubnis des Bischofs von Pavia um verlassene Mädchen und um Bedürftige. 1827 gründete sie eine Schule in Pavia, aus der der Orden der Benediktiner-Schwestern von der Vorsehung entstand, der sich der Ausbildung von Mädchen widmet.
Benedetta wurde von Papst Johannes Paul II. 1987 selig- und 2002 heiliggesprochen.